# ブリット＝マリーはここにいた
『ブリット＝マリーはここにいた』（スウェーデン語：Britt-Marie var här）は、スウェーデンのコラムニスト、ブロガー、作家であるフレドリック・バックマンによる4冊目の著書である。この小説は2014年に出版され、2018年10月25日に日本語版が出版された。主人公のブリット＝マリーは、バックマンの3冊目の著書『おばあちゃんのごめんねリスト』に登場した。また、この小説は、ペルニラ・アウグストがタイトルロールを演じ、トゥヴァ・ノヴォトニーが監督した映画『ブリット＝マリーの幸せなひとりだち』にもなっている。

## あらすじ
この小説のプロットは、最近浮気した夫と別れ、ボーリという小さな町でレクリエーションセンターで働くことになった女性を中心に描かれている。町自体は、ピザ屋と花屋が開いている程度の過疎な町である。そこでブリット＝マリーは、町の貧困地域で、改築を必要とする子供たちのサッカーチームを担当することになる。夫のケントと新しい恋の相手スヴェンは、ブリット＝マリーの気を引くために競い合う。サミ、ベガ、オマールは、典型的な家庭生活という概念に挑戦する。40歳のアルコール依存症患者であるサムディは、地元のピザ屋で街の中心部を切り盛りし、時折違法な商品の販売にも手を染める。

## 評価
Kirkusレビューでは、この小説を「不格好で工夫がなく、前作では辛うじて回避できたもの」と評している。バックマンは、常に内部論理で早合点してきた。前作で見せたスマートなペース配分がなければ、この問題はより顕著になる」。一方、Bookbagのアニ・ジョンソンは、本作を5つ星としながら、「これは、もっともっと多くの人に読まれるべき小説である」と付け加えている。ジョンソンはまた、"人間を理解し、社会をよく見ている "著者を賞賛している。

## 翻案
ペルニラ・アウグスト主演、トゥヴァ・ノヴォトニー監督による映画化作品「ブリット:マリーの幸せなひとりだち」が2019年に公開された。ただし内容はだいぶ省略されており、ブリット＝マリーの強烈な個性も影を潜めている。